# Yeimer López
Yeimer López, né le 20 août 1982 dans la province de Granma, est un athlète cubain, spécialiste du 400 mètres et du 800 mètres.
Il mesure 1,84 m pour 73 kg.
6e aux Jeux olympiques 2008, sa meilleure performance est de 1 min 43 s 07 sur 800 mètres.

## Palmarès
| Date | Compétition                                      | Lieu                 | Résultat | Épreuve    | Performance   |
| ---- | ------------------------------------------------ | -------------------- | -------- | ---------- | ------------- |
| 2003 | Jeux panaméricains                               | Saint-Domingue       | 2e       | 400 mètres | 45 s 13       |
| 2004 | Championnats ibéro-américains                    | Huelva               | 2e       | 400 mètres | 45 s 21       |
| 2005 | Championnats d'Amérique centrale et des Caraïbes | Nassau               | 1er      | 800 mètres | 1 min 47 s 64 |
| 2005 | Championnats d'Amérique centrale et des Caraïbes | Nassau               | 3e       | 4 × 400 m  | 3 min 02 s 33 |
| 2006 | Jeux d'Amérique centrale et des Caraïbes         | Carthagène des Indes | 1er      | 400 mètres | 45 s 28       |
| 2007 | Jeux panaméricains                               | Rio de Janeiro       | 1er      | 800 mètres | 1 min 44 s 58 |
| 2008 | Championnats ibéro-américains                    | Iquique              | 1er      | 4 × 400 m  | 3 min 03 s 22 |
| 2008 | Championnats d'Amérique centrale et des Caraïbes | Cali                 | 1er      | 4 × 400 m  | 3 min 02 s 10 |
| 2008 | Jeux olympiques                                  | Pékin                | 6e       | 800 mètres | 1 min 45 s 88 |
| 2009 | Championnats d'Amérique centrale et des Caraïbes | La Havane            | 1er      | 800 mètres | 1 min 45 s 56 |
| 2009 | Championnats d'Amérique centrale et des Caraïbes | La Havane            | 1er      | 4 × 400 m  | 3 min 03 s 26 |
| 2010 | Championnats ibéro-américains                    | San Fernando         | 1er      | 800 mètres | 1 min 45 s 36 |
| 2010 | Championnats ibéro-américains                    | San Fernando         | 1er      | 4 × 400 m  | 3 min 04 s 86 |

## Records
| Épreuve | Performance   | Lieu                 | Date         |
| ------- | ------------- | -------------------- | ------------ |
| 400 m   | 45 s 11       | Paris                | 24 août 2003 |
| 800 m   | 1 min 43 s 07 | Jerez de la Frontera | 24 juin 2008 |